# Puerta de Purchena
La puerta de Purchena es una plaza situada en el centro de la ciudad española de Almería (Andalucía). 

## Historia

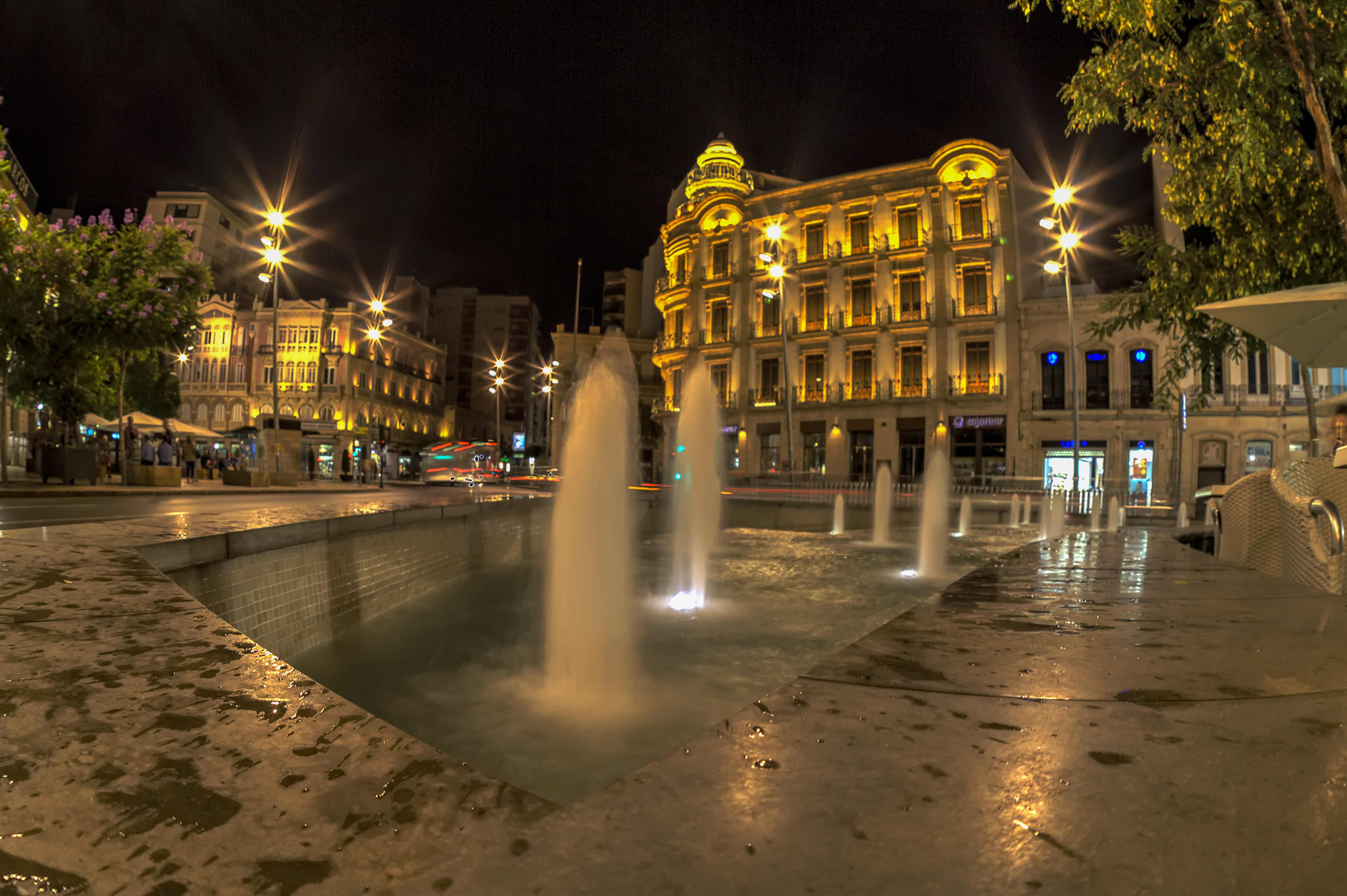
Plaza de noche

En ella se ubicó la antigua puerta de Pechina, aunque su nombre se vio alterado tras la conquista cristiana por un error de transcripción de los Reyes Católicos, quienes confundieron el nombre de los pueblos de Pechina (la antigua Bayyana) y Purchena, ambos almerienses. La puerta homónima desapareció tras el derribo de la muralla en 1855, creándose por entonces la actual plaza. El urbanismo que la caracteriza es propio de la arquitectura burguesa del siglo XIX, representada en edificaciones como la Casa de las Mariposas.
La denominación de Puerta de Pechina le vino dada porque era la entrada natural a la ciudad que conectaba con el camino hacia esa localidad. Actualmente es una de las zonas de la ciudad que registra una mayor afluencia de paseantes, tanto por su actividad comercial, como por los establecimientos de Restauración que se ubican en la zona.
Hacia 1815 se instaló el primer sistema de iluminación urbana de la ciudad en esta ubicación, que consistía en un total de cinco faroles de aceite.
En la segunda mitad del siglo XIX y principios del XX, Almería experimentó el ‘boom’ de la minería y de ahí que proliferara el tipo de casa burguesa y palaciega, sobre todo en la zona de Puerta Purchena y aledaños.
Fue declarada Conjunto Histórico-Artístico en 1991, siendo el primero de Andalucía. A pesar de ello ha habido algunas modificaciones y derribos en la misma.

## Sitios de interés
- Casa de las Mariposas, también conocida como Casa Rapallo o Casa Rapallo-Campos (por sus propietarios) es un edificio emblemático, que data de principios del siglo XX y fue declarado Bien de Interés Cultural. Levantada en 1909 según planos de Trinidad Cuartara de 1905 sobre el solar donde se ubicaba una antigua posada. Es un típico ejemplo de arquitectura burguesa y urbana, aunque sobrepasado en dimensiones: se trató en sus años del edificio más alto y voluminoso de la ciudad, con sus cuatro plantas. El edificio se organiza de acuerdo a las premisas de la arquitectura burguesa, dividiéndose en zócalo, cuerpo central de viviendas y cornisa de coronamiento con grandes aleros. La esquina queda visualmente potenciada por un remate con castillete en dos cuerpos más cúpula.[6]

- En la esquina que limita con la Plaza Manuel Pérez García, se encuentra un edificio, el más antiguo de la Puerta Purchena. Se trata de un claro ejemplo del neoclasicismo almeriense del siglo XIX. Se trata de una vivienda unifamiliar de dos plantas y cubierta plana, organizada en torno a un patio cubierto donde se aloja la escalera. La fachada se enmarca con un zócalo con resaltes laterales, moldura de separación de plantas y entablamento de remate. Los balcones se coronan con guardapolvos sobre una pareja de cartelas. En el siglo XX existió una pensión llamada Casa de Huéspedes Universal. Actualmente se encuentra abandonada y sin uso, aunque en buen estado.

- Estatua de Nicolás Salmerón. Está realizada en bronce, hecha en el año 2005 por Lourdes Umérez. Representa al Presidente almeriense de la I República, Nicolás Salmerón, andando.[7] Este célebre político almeriense se hizo muy famoso por renunciar a la presidencia debido a su negación de firmar unas sentencias de muerte. Debió ser restaurada tras unos ataques que la dañaron.
- Cañillo: ubicado frente a la estatua de Nicolás Salmerón, el Cañillo de agua de la Puerta de Purchena ha sido un elemento simbólico de la ciudad desde 1806. En 2005 fue restaurado y puesto de nuevo en servicio, decorado con unos versos del poema La Puerta de Purchena de la autora almeriense María Ruiz.[8]